# Huyền Trân
Huyền Trân, död 1340, var en drottning av Champa 1306–1307 som gift med kung Jayavarman III av Champa.
Hon var dotter till kejsar Tran Nhan Tong av Vietnam och syster till kejsar Tran Anh Tong. Hon trolovades 1301 av sin far med kungen av Champa. Hennes bror ville dock inte uppfylla löftet förrän kungen gick med på att överlåta två provinser till Vietnam. Hon avreste till Champa 1306. 
År 1307 avled hennes make. Kungariket Champa var hinduiskt, och hon och makens andra änkor förväntades därför underkasta sig änkebränning. Hennes födelsefamilj var inte hinduer och hennes bror sände en ambassadör, Trần Khắc Chung, för att närvara vid begravning och, inofficiellt, rädda henne. Han lyckades befria henne och under resan tillbaka till Vietnam blev de förälskade och gifte sig sedan. 
Hennes öde är berömt, och flera gator i Vietnam har sitt namn efter henne. 